# Охтирська міська централізована бібліотечна система
Охтирська міська централізована бібліотечна система — централізована бібліотечна система у районному центрі місті Охтирка; об'єднує 4 масових бібліотеки.

## Історія
В документах Охтирського краєзнавчого музею значиться, що найперша бібліотека в місті була відкрита при Охтирському Народному училищі в 1790 році, яка видавала підручники учням.
Згідно «Харьковского календаря» на 1886 рік (Издательство Харьковского губернского статистического комитета) стараннями охтирського городничого П. Н. Ляхова в 1884—1885 роках почала працювати громадська бібліотека при військовому клубі.
З 1896 року веде свою історію Центральна районна бібліотека, в ті роки — земська бібліотека, яка видавала книги за плату. В 1921 році була заснована бібліотека для дітей, яка припинила свою роботу в 2007 році. Центральна міська бібліотека розпочала свою роботу з 1 січня 1956 року, в будинку по вулиці Фрунзе. Наразі від будинку не залишилось і руїн. При відкритті її фонд налічував 4 тисячі примірників, на кінець першого місяця роботи число читачів склало 400. Потім бібліотека декілька разів переїжджала, до 1973 року займала приміщення по вулиці Фрунзе напроти свого першого, а з 1973 року знаходиться за нинішньою адресою по вулиці Київській. . Першою завідувачкою була Марущенко Олена Павлівна На цій посаді вона пропрацювала до кінця своїх днів у 1974 році. З перших днів роботи разом з Оленою Павлівною починали працювати Сорокіна Лідія Тимофіївна, Головченко Едуард Ілліч, які, на жаль, уже пішли від нас. З 1974 по 1983 рік завідувачами міської бібліотеки працювали Макоцеба Н. М., Попова Л. С., Твердохлєб О. О.
З 1947 року обслуговує дітей нинішня Центральна дитяча бібліотека За роки свого існування вона теж декілька раз змінювала своє розташування. В різні роки її очолювали Бичкова, Журавльова Р. Т., Квітчаста Т. А.
В 1967 році фонд 4 міських бібліотек складав 100 тис. примірників.
В 1979 році 3 міські бібліотеки ввійшли до складу Охтирської районної централізованої бібліотечної системи. В 1987 році в мікрорайоні Дачний розпочала роботу бібліотека-філія для дорослих (на той час філіал № 53 Охтирської РЦБС), яка спочатку обслуговувала і дітей. З початку заснування там працювали Макоцеба Н. М. Малахова М. Ю., Попова Л. С., Шевченко Л.Г, яка і очолює її в даний час. З 22 березня 1988 року веде свій початок міська бібліотека-філія для дітей (в той час бібліотека-філія № 54). Від дня заснування до липня 2006 року її очолювала Шаталова Ніна Михайлівна.
В 1995 році рішення третьої сесії Охтирської міської ради на баланс міської ради були прийняті бібліотеки, які розташовані на території міста: районна дитяча бібліотека, міські бібліотеки-філії № 1 та 53, які обслуговували дорослих, та №" та 54, які обслуговували дітей. На базі прийнятих бібліотек була створена міська централізована бібліотечна система. На міську бібліотеку-філію № 1 було покладені функції Центральної міської бібліотеки. Книжковий фонд міської ЦБС складав на той час 154470 примірників. За останні роки мережа бібліотек міста змінилась. В 2007 році припинила існування дитяча бібліотека-філія № 2, книжковий фонд якої був розподілений між бібліотеками міста та бібліотеками навчальних закладів. Працівники бібліотек були працевлаштовані в бібліотеках міста. Станом на 1 січня 2014 року в ЦБС працює 23 працівники в 4 бібліотеках.
В 2011 році Охтирська міська ЦБС брала участь в 2 раунді конкурсу «Організація нових бібліотечних послуг з використанням вільного доступу до Інтернету» програми «Бібліоміст» і одержала перемогу. Всі міські бібліотеки одержали загалом 15 комп'ютерів з програмним забезпеченням та периферійне обладнання. Загалом бібліотеки міста мають 19 комп'ютерів.

## Організація обслуговування населення
Структура Охтирської міської централізованої бібліотечної системи:
- центральна бібліотека (вул. Київська, 2),
- центральна дитяча бібліотека (вул. Армійська, 2),
- бібліотека-філія для дорослих та бібліотека-філія для дітей (вул. Штагера, 2).

За 2018 рік послугами бібліотек скористалися 9964 користувача, у тому числі дітей — 5402, юнацтва — 1442.
Кількість книговидач за рік складає 192681 примірник, в тому числі видано дітям 73089 примірників, юнацтву 16723 примірника.
Відвідувань до бібліотек — 62289 раз, у тому числі дітьми — 30325 раз.
Бібліотечна система міста — місце зустрічі читачів з чудовими творами наших міських письменників, поетів. Бібліотечна система проводить різноманітні заходи для різних категорій користувачів: дітей, дорослих, людей похилого віку, людей з обмеженими можливостями. Тут всі можуть знайти улюблені твори літератури та зайняття до душі.
В стінах бібліотек звучать голоси Ніни Багатої, Анатолія Дудченка, Галини Чехути, Олени Полякової, Тетяни Акіменко.
В центральній бібліотеці проводить засідання літературно-мистецьке об'єднання «Сокіл». Літературний гурток школи –гімназії. Зацікавила учнів художньою літературою рідного краю вчитель Любов Іванівна Вальтер.
Бібліотечною системою розглядається краєзнавча робота, як один з провідних компонентів патріотичного виховання. Постійно проводяться заходи з історії міста, знайомство з видатними та творчими особистостями міста. Чотири міські бібліотеки — майданчик для виставок робіт народних майстрів. Якраз бібліотеки започаткували святкування Дня вишиванки в нашому місті, третій рік організовується святкування Дня Європи.

## Формування, використання і збереження бібліотечних фондів
Станом на 01.01.19 р. загальний обсяг бібліотечного фонду бібліотек Охтирської міської централізованої бібліотечної системи становить 88954 примірники. З них друкованих видань — 88651прим., аудіовізуальних видань — 286 прим., електронних видань — 17 прим., журналів, що знаходяться на обліку 3301 прим.
За мовами фонд складає: українською мовою 34420 прим., російською мовою — 54334 прим.; іншомовні — 200 прим.
Протягом 2018 року у фонди ЦБС надійшло 1993 примірника документів на суму 57315,89 грн. Одержано книг 1304 прим., електронних видань 2 прим., періодичних видань 687 прим.

## Соціальне Партнерство. Співпраця
Охтирська міська централізована бібліотечна система має багато партнерів. Це центр безкоштовної правової допомоги, «Клініка, дружня до молоді», відділ молоді та спорту Охтирської міської ради, комунальний позашкільний навчальний заклад «Охтирський міський центр позашкільної освіти — МАН учнівської молоді», загальноосвітні школи, дошкільні заклади, навчальні закладами професійної освіти, місцеве радіомовлення КП "ТРК «Охтирка» та ін. Партнерами ЦБС є заклади культури міста.
Працівники бібліотек відгукуються на всі визначні події в житті країни, міста. В бібліотеках міста часті гості учасники Євромайдану, воїни АТО, волонтери, громадські активісти, військовослужбовці.
Активізувалось співробітництво в професійному середовищі. Центральна бібліотека розвиває відносини з бібліотеками освітніх закладів міста. У 2018 році бібліотекарі навчальних закладів запрошувалися на семінари, які проводились центральною бібліотекою.
Багато років центральна бібліотека товаришує з КУ «Охтирський міський територіальний центр по обслуговуванню одиноких та малозабезпечених людей похилого віку».
Бібліотеки взаємодіють з громадськими організаціями, такими як: «Охтирський молодіжний центр», «ФРІ», «Охтирський майдан», Спілкою воїнів АТО, міською організацією ветеранів Афганістану та воїнів-інтернаціоналістів, міською організацією «Союз Чорнобиль», міськрайонною організацією Всеукраїнської товариства «Просвіта» ім. Тараса Шевченка.
Ефективно діють Пункти доступу громадян до офіційної інформації органів державної влади в бібліотеці-філії для дорослих та центральній бібліотеці. В бібліотеці-філії для дорослих діє постійна виставка літератури «Влада інформує».

## Розвиток інформаційних технологій
У 2018 році Пункти публічного доступу до Інтернету при бібліотеках продовжили свою роботу. Проведено 20 навчань для 51 особи.
Завдяки Інтернету бібліотеки Охтирської міської ЦБС висвітлюють свою діяльність на блогах та ведуть свої сторінки у соціальних мережах. Всього їх 7 по системі (4 блоги, 3 сторінки у Фейсбуці). Кількість звернень на блоги бібліотек — 11582.

## Інформування з питань краєзнавства
Краєзнавча робота проводиться, як один з провідних компонентів патріотичного виховання.
В центральній дитячій бібліотеці працює клуб « Краєзнавче джерельце», основним завданням якого є поширення знань про свій край серед користувачів.

## Робота бібліотечних клубів
Бібліотеки ЦБС створюють умови для спілкування користувачів, повноцінного проведення ними дозвілля — це читацькі клуби.
Багато років продовжується робота клубів «Виноградар», «Світлиця», «Квітучий сад», «Домовичок», «Книжкова лікарня», «Краєзнавче джерельце», на базі центральної бібліотеки проводить свої зайняття клуб любителів мистецтв «Сокіл» КЗ «Охтирський міський центр культури і дозвілля».
В центральній дитячій бібліотеці працює клуб «Краєзнавче джерельце», основним завданням якого є поширення знань про свій край серед читачів молодшого віку.
У дитячій бібліотеці-філії працює клуб «Домовичок», який займається виготовленням саморобок, проводить майстер-класи для дорослих та дітей.
Для тих, хто займається виноградарством у центральній бібліотеці працює клуб «Виноградар». Клуб «Світлиця» (центральна бібліотека) організовує дозвілля.
Активно та плідно працює клуб «Квітучий сад» (бібліотека-філія для дорослих). Відбуваються зустрічі членів клубу, присвячені сімейним цінностям, творчості письменників земляків, загальнодержавним святам. У дитячих бібліотеках працює «Книжкова лікарня», де діти долучаються до відновлення книг.

## Довідково-бібліографічна та інформаційна діяльність
Забезпечується бібліотечно-бібліографічного та інформаційного обслуговування користувачів бібліотеки, застосовуючи як традиційні, так і інноваційні форми роботи: інформування користувачів за профілем їх діяльності і запитів; виконання різного роду запитів (довідок), бібліографічні консультації користувачів; підготовка інформаційних, бібліографічних матеріалів; здійснюється бібліографічне опрацювання бібліотечного фонду; удосконалюється та оновлюється систематична картотека, краєзнавча картотека, тематичні та інформаційні картотеки; здійснюються навчання користувачів основам бібліотечно-інформаційної грамотності.